# Середня школа Св. Брендана
Середня школа Св. Брендана (англ. St. Brendan High School) — це приватна римо-католицька середня школа зі спільним навчанням у районі Вестчестера, визначеному переписом населення в окрузі Маямі-Дейд, штат Флорида. Школа є частиною римо-католицької архієпархії Маямі.

## Історія
Середня школа Св. Брендана спочатку була середньою школою Малої семінарії Св. Іоанна Віанні, яка відкрилася в 1959 році для прийому студентів, зацікавлених у навчанні для священства. Коли кількість студентів знизилася, римо-католицька архієпархія Маямі вирішила перетворити школу на середню школу спільного навчання. Вони змінили назву на St. Brendan High School, і вона відкрилася на початку 1975 навчального року.
Входить до архідієцезії Маямі. Школа насамперед спрямована на обслуговування освітніх потреб католицького населення південно-західної частини Маямі. У 1975 році в 9-10 класах навчалося 346 учнів. До 1977 року в 9, 10, 11, 12 класах навчалося 870 учнів.

## Легка атлетика
У Сент-Брендані пропонуються такі види спорту:
- Баскетбол
- Бейсбол
- Чирлідинг
- Через всю країну
- Футбол
- Софтбол
- Плавання
- Теніс
- Бігова доріжка
- Волейбол
- Лакросс
- Футбол
- Танці

## Видатні випускники
- Антонієтта Коллінз[en], спортивний коментатор ESPN SportsCenter
- Хосе Фелікс Діас[en], представник штату Флорида
- Боб Дуксей[en], монтажер і продюсер
- Адальберто Джордан[en], суддя Апеляційного суду одинадцятого округу США
- Наталі Мартінез, актриса
- Хорхе Масвідаль, боєць змішаних єдиноборств
- Мерилін Міліан[en], Народний суд
- Джекі Неспрал[en], журналіст